# Kimiko Shiratori
Kimiko Shiratori (jap. 白鳥 公子, Shiratori Kimiko) ist eine ehemalige japanische Fußballspielerin.

## Karriere
Shiratori absolvierte ihr erstes Länderspiel für die japanischen Nationalmannschaft am 17. Oktober 1984 gegen Italien. Insgesamt bestritt sie fünf Länderspiele für Japan.